# Quinta Coalición
La Quinta coalición fue una alianza entre Austria y el Reino Unido, creada en 1809 para luchar contra el Imperio francés del emperador Napoleón I. 
El Reino Unido se encontraba ya luchando contra Francia aliado con los resistentes españoles en la Guerra de Independencia. Al mismo tiempo, Austria había reclutado un nuevo ejército para tratar de dar un vuelco a las desfavorables condiciones impuestas tras la derrota de la guerra anterior (Tercera Coalición) que culminó con el Tratado de Pressburg. La guerra comenzó el 10 de abril cuando los austriacos invadieron a los aliados del emperador. El Reino de Italia, el Gran Ducado de Varsovia y el Reino de Baviera produciéndose la batalla de Sacile, de Raszyn y Eckmühl.
A pesar de que Austria obtuvo algunas victorias en operaciones menores de tipo defensivo (como en  Aspern-Essling), la ausencia de Rusia y Prusia de la coalición significó la inferioridad numérica de Austria frente a los enormes ejércitos franceses, lo que la condujo a la posterior derrota en la batalla de Wagram. Austria fue obligada a firmar el Tratado de Schönbrunn, perdiendo aún más territorio frente a Napoleón y sus aliados. Los intentos británicos de aliviar la situación de sus aliados, Expedición de Walcheren, terminó en fracaso, esta fue la última campaña victoriosa de Napoleón.